# Jardín Botánico de Chicago
El Jardín Botánico de Chicago en inglés: Chicago Botanic Garden es un jardín botánico y arboretum, de 156 hectáreas (385 acres).
Se encuentra ubicado en el "Cook County Forest Preserve District", un anillo verde de más de 68,000 acres (275 km²) de espacios abiertos que rodea a la ciudad de Chicago, Illinois. 
Está administrado por la "Chicago Horticultural Society". Se encuentra encuadrado en el North American Plant Collections Consortium gracias a albergar la colección nacional de Spiraea con 52 taxones. 
Es miembro del BGCI, participa en programas de la International Agenda for Botanic Gardens in Conservation.
El código de identificación del Chicago Botanic Garden como miembro del "Botanic Gardens Conservation International" (BGCI), así como las siglas de su herbario es CHIC.

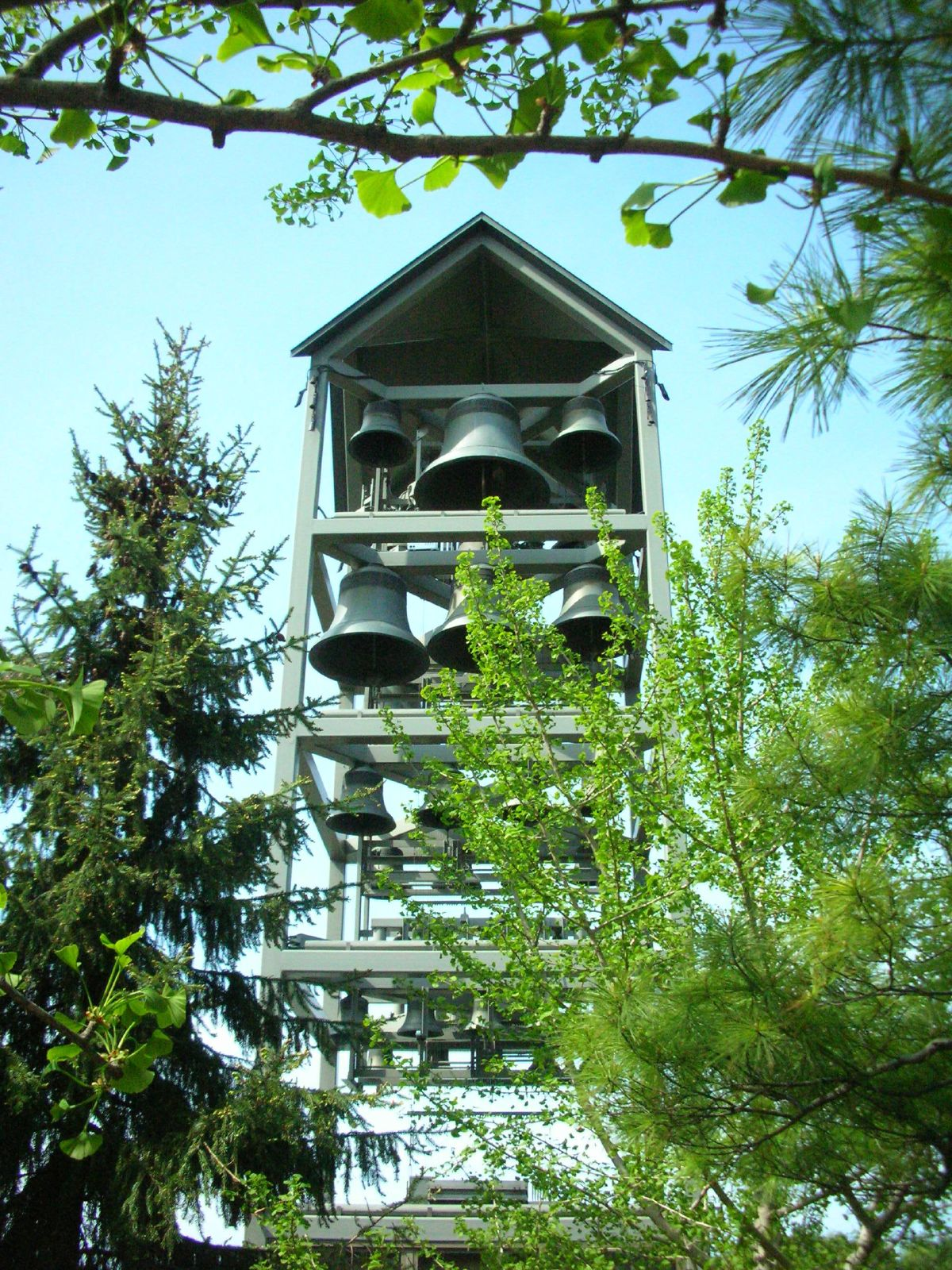
Carillón del jardín botánico entre los árboles.

## Localización
Chicago Botanic Garden, 1000 Lake Cook Road, Glencoe, Cook county, Illinois IL 60022 United States of America-Estados Unidos de América. 
Planos y vistas satelitales.42°8′54″N 87°47′24″O / 42.14833, -87.79000
- Altitud : 176 m s. n. m.
- Temperatura media anual : 13,9 °C (en 2006)
- Precipitación media anual : 940 mm (en 2006)

Está abierto diariamente (excepto el día de Navidad), sin ninguna tarifa de entrada, aunque se cobra una considerable cantidad por el aparcamiento de un vehículo, ($15.00 en el 2007). 

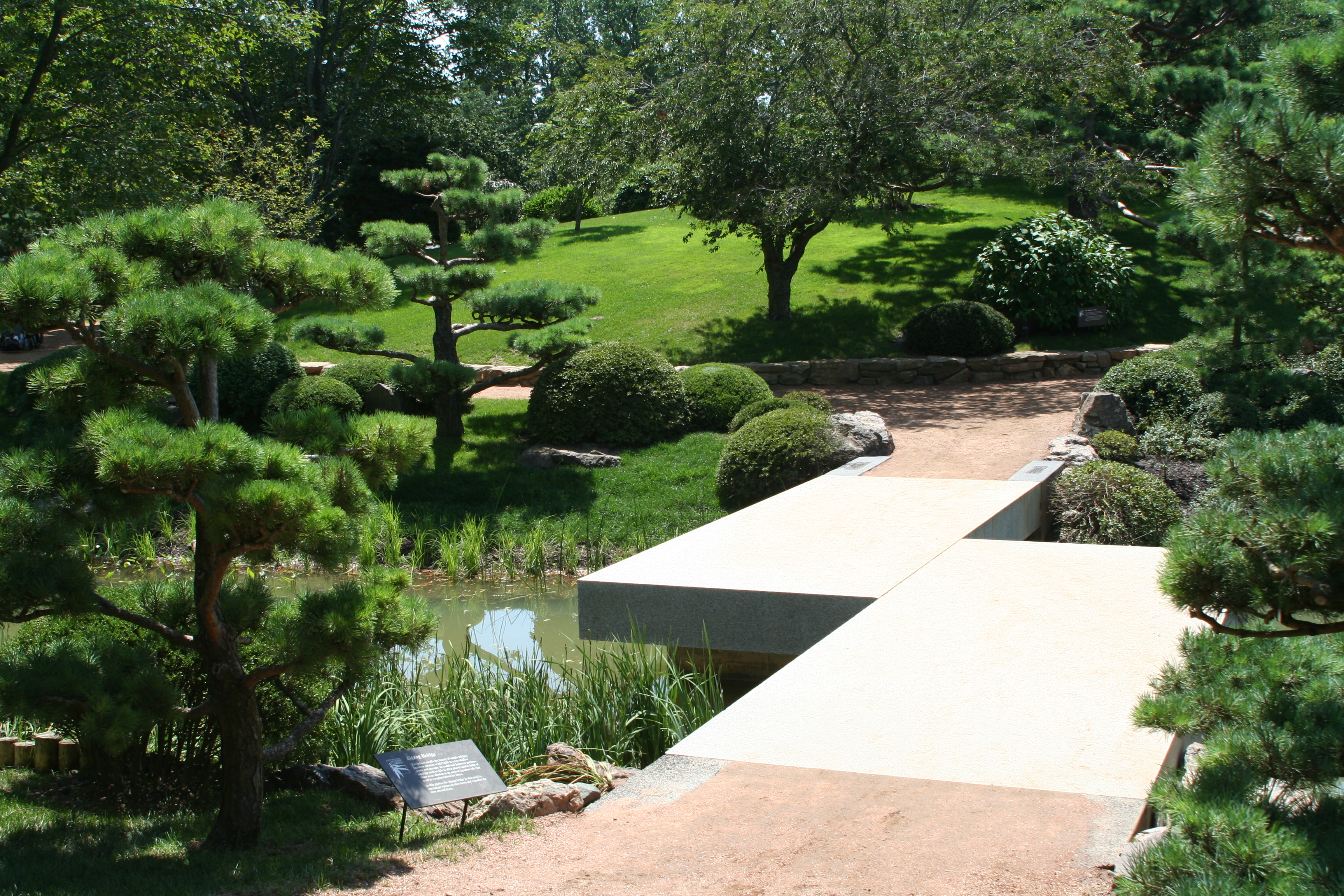
Puente en zig-zag en el Jardín Botánico de Chicago.

Se puede llegar al botánico mediante la línea de cercanías "route #213" del Metra UP North Line y llegar a la Braeside Station que se encuentra a una caminata razonable de la entrada.

## Historia
El jardín botánico que está administrado por la "Chicago Horticultural Society", fue creado en 1890, con intención de reunir una colección de plantas, con miras a mejorar la educación, y la investigación. 
Fue cerrado para una reestructuración en 1965, con una apertura oficial en 1972.
El diseño arquitectónico en el jardín comenzó con el plan maestro por John O. Simonds y Geoffrey Rausch. Desde entonces, se han construido varios edificios diseñados por arquitectos de renombre.
- 1976, Centro educativo, Edward Larrabee Barnes
- 1982, Jardín japonés, Koichi Kawana
- 1983, Jardín de la herencia, Geoffrey Rausch
- 2004, Esplanada, Dan Kiley
- 2009, Centro de la ciencia de la conservación, Booth Hansen

## Colecciones
Actualmente, después de varias ampliaciones, el Jardín botánico abarca 23 jardines temáticos mayores que contienen unas 8,310 accesiones representando 2.2 millones de plantas. Una tercera parte del lugar está dedicada a las exhibiciones hotícolas, otra tercera parte está dedicada a las plantas nativas, y el resto son lagos e inmuebles. Son de destacar: 
- Aquatic Garden (jardín acuático) - lirios de agua y lotos.

- Bulb Garden (jardín de bulbos)- una colección de plantas bulbosas.

- Circle Garden (jardín circular) - un jardín formal con flores anuales, árboles, arbustos y plantas perennes.

- Dixon Prairie (Pradera Dixon) - una pradera restaurada de (15 acres), se recrean seis tipos diferentes de praderas, una vez comunes del noreste de Illinois (sabana con robles desperdigados, pradera pantanosa, pradera de terreno de grava, pradera de terreno arenoso, de hierbas altas o pradera de Mesic, y la pradera húmeda).

- Dwarf Conifer Garden (Jardín de coníferas Enanas) - coníferas de crecimiento lento y enanas.

- Enabling Garden (Jardín accesible)- jardín de exhibición diseñado de modo accesible a discapacitados.

- English Oak Meadow (Prado del roble inglés) - una serie de plantas de bulbo en flor, junto con plantas anuales y arbustos entre una serie de robles asiáticos, ingleses y nativos.

- English Walled Garden (jardín vallado inglés)- 6 espacios ajardinados en diferentes variedades del estilo de jardín inglés (jardín con vistas, jardín de casa rural, jardín con pérgola, jardín de margaritas, jardín de patio y jardín de tablero de damas).

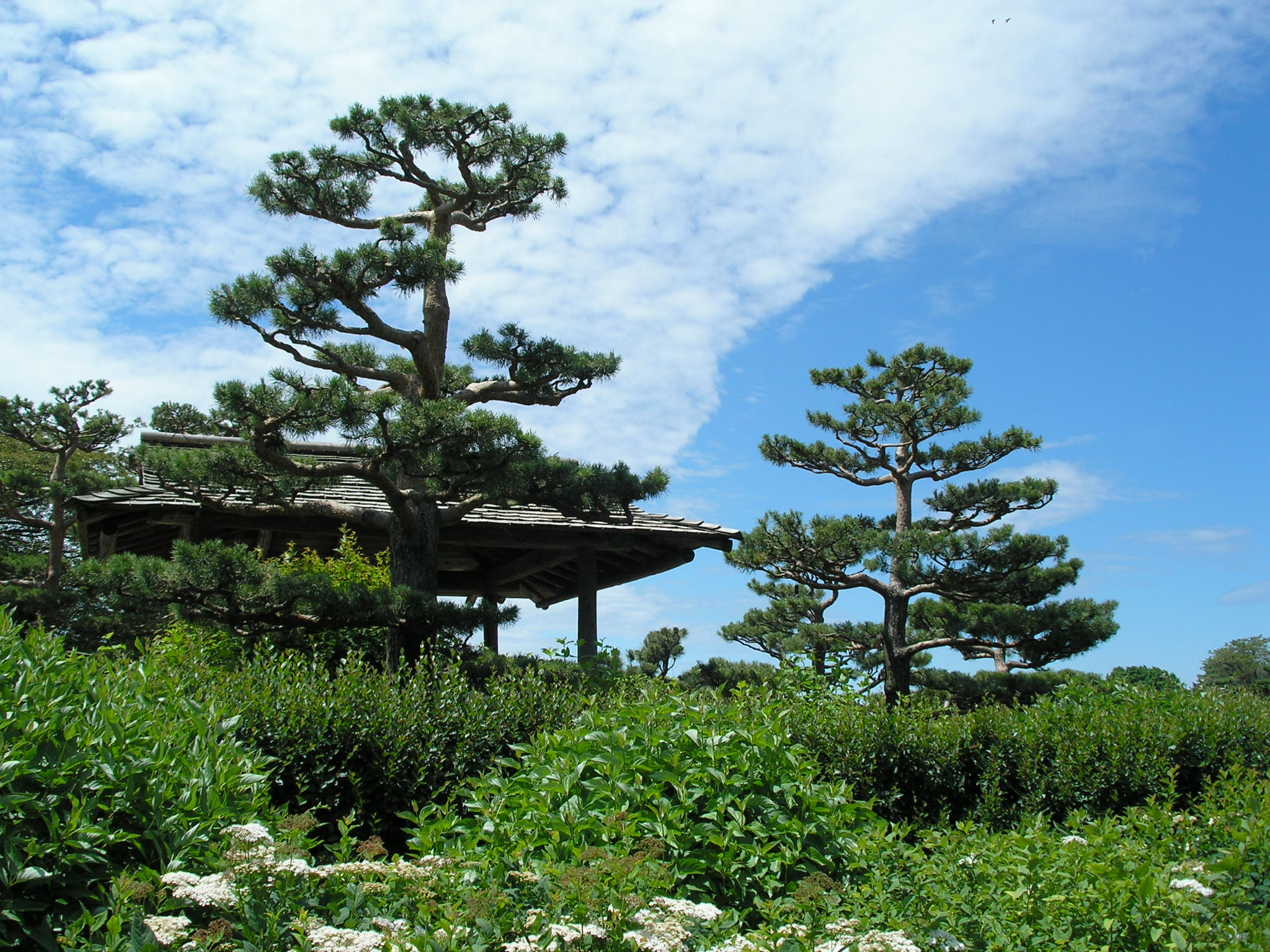
Dentro del jardín japonés.

- Evening Island (isla de la tarde) - 5 acres de la ladera de una colina, con bosque y prados en el estilo del "New American Garden", se incluyen 66,000 perennes de 66 especies, junto con 13,400 hierbas ornamentales de 12 especies. El "Evening Island" también alberga el Carillón del "Theodore C. Butz Memorial".

- Fruit & Vegetable Garden (jardín de frutas y verduras)- jardín de exhibición de frutas comestibles y berzas.

- The Greenhouses (los invernaderos) - 3 invernaderos (semitropical, tropical, árido) diseñados por el arquitecto Edward L. Barnes en 1978.

- Heritage Garden (jardín de la Herencia)- moldeado según el primer jardín botánico que se construyó en Europa, el de Padua, Italia, se encuentra dividido en cuatro cuadrados conteniendo las mayores familias de plantas y las regiones geográficas del planeta.

- Malott Japanese Garden (jardín japonés Malott) - Sansho-En, "el jardín de las tres islas," diseñado como un jardín japonés de paseo con sendas sinuosas, haciendo la ceremonia del té en el edificio de Shoin, una recreación un lugar de retiro de samuráis del siglo XVII.

- Lakeside Gardens (jardines de la orilla del lago)- 1.25 millas que rodean la Gran Cuenca, con 130 especies de manzanos silvestres, además de narcisos, tulipanes, y perennes tales como lirios de un día, geranium, y asteres.

- Landscape Gardens (jardín paisajista) - jardín de exhibición para el diseño de jardines paisjistas familiares, con especies de plantas resistentes al clima de la región de Chicago.

- McDonald Woods - 100 acres de bosque de robles restaurado.

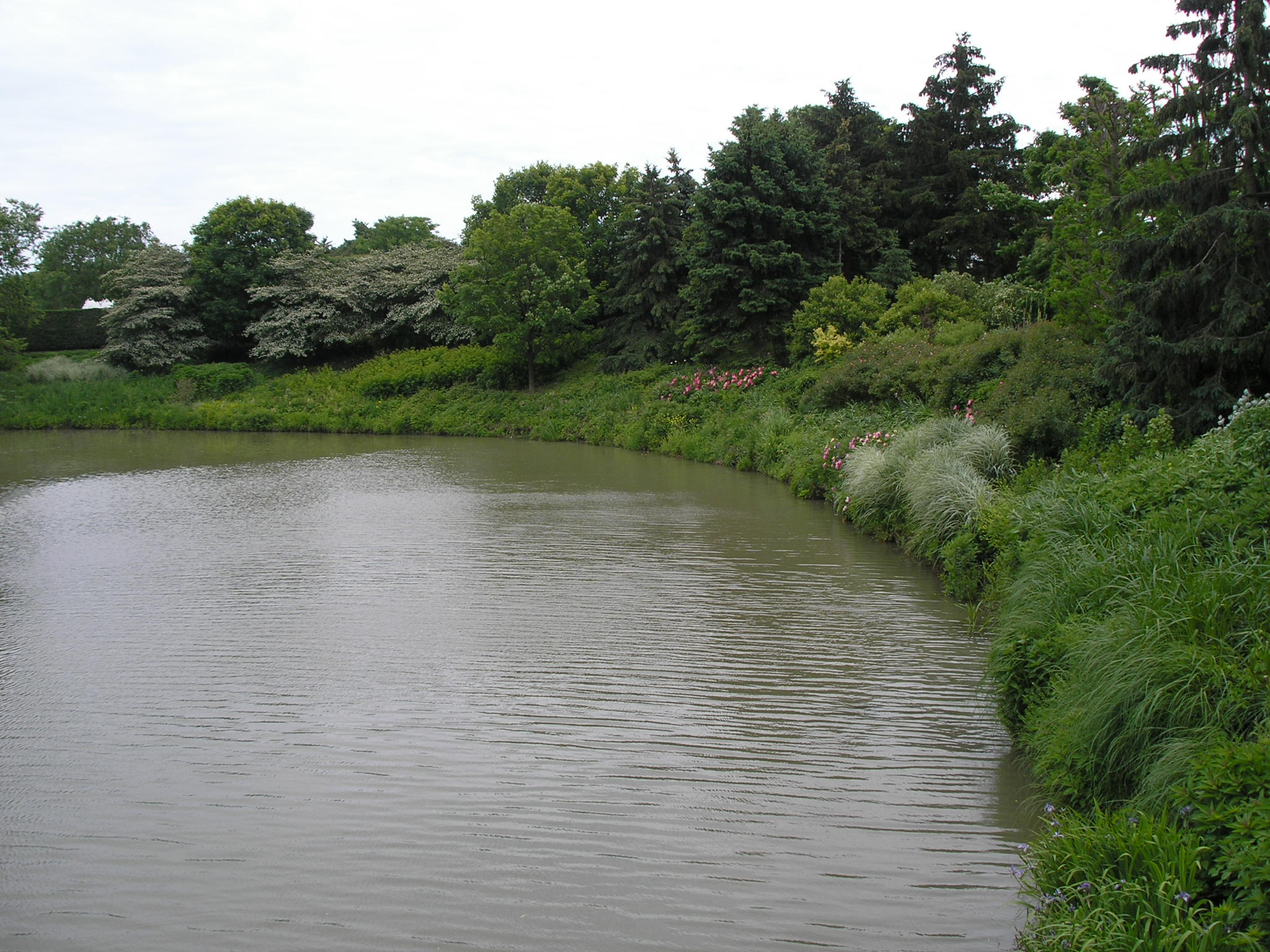
Uno de los jardines interconectados con lagos.

- Native Plant Garden (jardín de plantas nativas) - tres diferentes comunidades de las plantas nativas de Illinois (bosque, pradera, humedal).

- Rose Garden (rosaleda)- más de 5,000 arbustos de rosa. Elegida como jardín de pruebas para los nuevos híbridos de rosas modernas para el American Garden Rose Selections (AGRS) el reemplazo del ya extinto a partir de 2014 All-America Rose Selections.

- Sensory Garden (jardín de los sentidos)- lugar donde se enfatiza en los aromas, sonidos, colores, y texturas de las plantas.

- Shade Plant Evaluation Garden (jardín de pruebas para plantas de sombra) - zona de pruebas para evaluar la adaptación de las plantas de sombra al área de Chicago.

- Skokie River - el río Skokie atraviesa con un tramo de 1.6 km el jardín botánico, sirviendo como lugar de demostración de los métodos naturales de control de la erosión, mejora de la calidad del agua, y de incremento de biodiversidad.

- Spider Island (isla de la araña)- una isla con un prado donde se sitúan los árboles de un modo natural, con hierbas y arbustos nativos, rodeados de abedules, alisos y Amelanchier.

- Sun Plant Evaluation Garden (jardín de pruebas para plantas de pleno sol) - zona de pruebas para evaluar la adaptación de las plantas de pleno sol al área de Chicago.

- Water Gardens (jardines acuáticos)- la mayor colección de plantas acuáticas con más de 165,000 individuos, incluyendo lotos y lirios de agua, además de 157 taxones de plantas acuáticas nativas.

- Waterfall Garden (jardín de la cascada)- una cascada de 45 pies de caída con pequeñas piscinas.

- A unos diez minutos de caminata fuera del recinto del jardín botánico se encuentra el río Skokie y varias lagunas excavadas en su curso.

## Honores y galardones
En 2006, el Jardín Botánico de Chicago recibió el « Award for Garden Excellence » (Premio a la Excelencia del Jardín), dado anualmente por la APGA y la « Horticulture magazine » (revista de Horticultura) a un jardín público que ejemplifica los más altos estándares de prácticas hortícolas y ha mostrado un compromiso para apoyar y demostrar las mejores prácticas de jardinería. 
La American Planning Association selecciona "Great Places" (grandes lugares) en los Estados Unidos cada año con el fin de ofrecer una buena opción para la gente donde trabajar y vivir. Estos lugares representan un alto nivel en aspectos como el "verdadero sentido de lugar, cultural y de interés histórico." El Jardín Botánico de Chicago fue seleccionado como un sitio estupendo (Espacio Público) en 2012 debido a la provisión de alimentos a nivel local, la excelencia en el diseño, la educación y la divulgación, y la sostenibilidad.«Great Places in America: Public Spaces». The American Planning Association. 2012. Consultado el 14 de febrero de 2013.